# Alejandro Domínguez (meksykański piłkarz)
Alejandro Domínguez Escoto (ur. 9 listopada 1961 w Meksyku) – meksykański piłkarz występujący na pozycji pomocnika.

## Kariera klubowa
Domínguez zawodową karierę rozpoczynał w 1982 roku w klubie CF América. Grał tam przez dwanaście sezonów. W tym czasie zdobył z zespołem cztery mistrzostwa Meksyku (1984, 1985, 1988, 1989), trzy Puchary Mistrzów CONCACAF (1987, 1991, 1993), dwa Superpuchary Meksyku (1988, 1989) oraz Copa Interamericana (1991). W 1994 roku Domínguez odszedł do Tampico Madero. Spędził tam rok. W jego barwach zagrał 29 razy i zdobył 2 bramki. W 1995 roku został graczem drużyny T.M. Gallos Blancos, gdzie w 1996 roku zakończył karierę.

## Kariera reprezentacyjna
W reprezentacji Meksyku Domínguez zadebiutował 29 listopada 1983 roku w zremisowanym 4:4 towarzyskim meczu z Martyniką. W 1986 roku został powołany do kadry narodowej na Mistrzostwa Świata. Zagrał na nich w pojedynku z Irakiem (1:0). Z tamtego turnieju Meksyk odpadł w ćwierćfinale. W latach 1983–1986 w drużynie narodowej Domínguez rozegrał w sumie 19 spotkań i zdobył 2 bramki.